# James Beard (Koch)

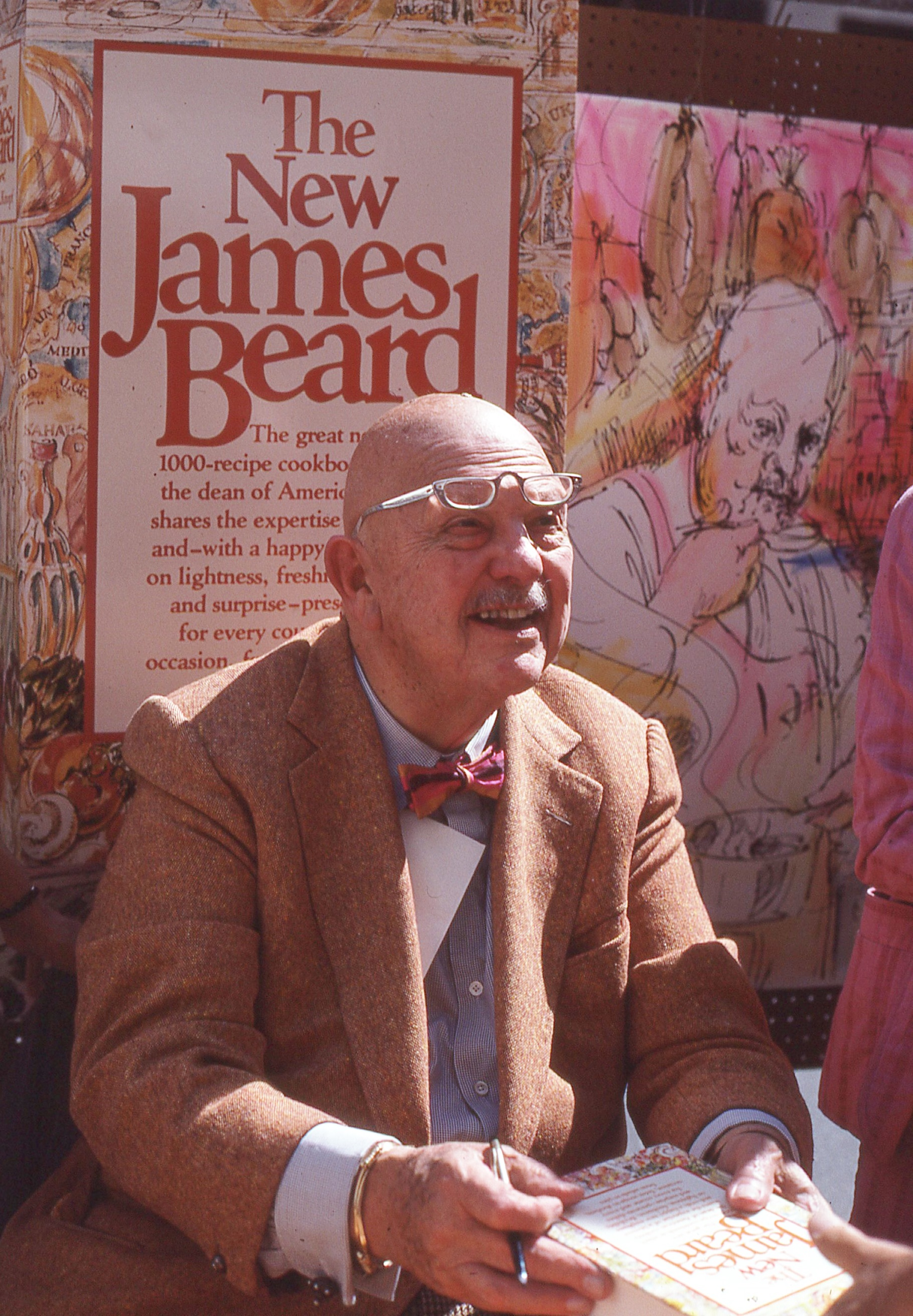
James Beard beim Signieren von Büchern (1981)

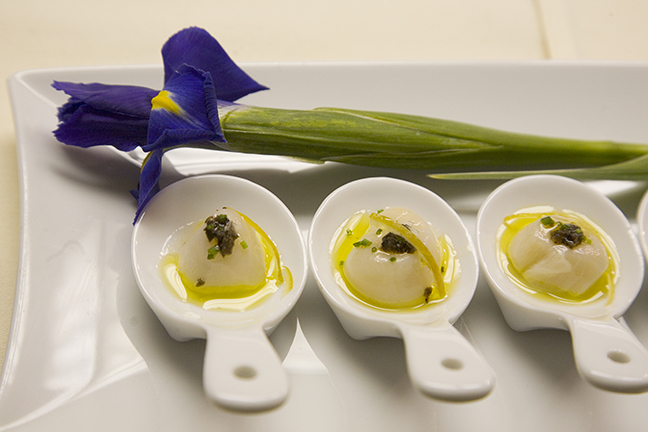
Hors d’œuvres serviert im James Beard House, 2007

James Andrew Beard (* 5. Mai 1903 in Portland, Oregon; † 21. Januar 1985 in New York City, New York) war ein US-amerikanischer Koch und Kochbuchautor.

## Leben
Er gilt gemeinsam mit M. F. K. Fisher, Craig Claiborne und Julia Child als eine der Persönlichkeiten, die zwischen 1930 und 1970 die amerikanische Kochkunst und Esskultur maßgeblich beeinflussten. James Beard gilt dabei als die Person, die vor allem in den 1950er Jahren die amerikanische Mittel- und Oberschicht mit Französischer Küche vertraut machte. Zu seinem Lebenswerk zählen zwanzig Bücher und zahlreiche Artikel über Esskultur. Zu seiner Erinnerung wurde 1986 die James Beard Foundation gegründet, deren jährlich vergebene Auszeichnungen als die Oscars der Küche gelten.
Anders als M. F. K. Fisher, Craig Claiborne und Julia Child sammelte James Beard seine ersten prägenden kulinarischen Erfahrungen nicht im Ausland. Seine Mutter, die eine begabte Köchin war, führte in Portland ein Hotel, in dem neben anderen ein chinesischer Koch mit Namen Let beschäftigt war. James Beard wuchs entsprechend unter dem Einfluss von zwei sehr unterschiedlichen Küchentraditionen auf. Sowohl seine Mutter als auch Let konnten in Portland auf ein sehr großes Angebot an frischen Lebensmitteln zurückgreifen. Zwischen 1923 und 1927 lebte James Beard in Europa, wo er vor allem die französische Bistroküche kennenlernte. Er kehrte 1927 in die USA zurück. Zunächst arbeitete er als Schauspieler und trat auch in Radiospots auf. Sein unregelmäßiges Gehalt als Schauspieler besserte er als Koch auf und machte sich schließlich mit Freunden mit einem Catering-Service in New York selbständig. Die Eröffnung des Unternehmens fiel in einen Zeitraum, in dem Cocktailparties populär waren. Üblich war es, zu den Getränken kleine Happen und Canapés zu servieren. Einen Namen machte sich die Firma vor allem durch ein von der Konkurrenz stark abweichendes Angebot. Betty Fussel bezeichnet diese in ihrer Kurzbiographie Beards als He-man stuff: Mit Kaviar gefüllte Artischockenböden, die zu dieser Zeit noch ungewöhnlicheren Lachsbrötchen, Zwiebelringe in Brioche-Teig und ähnliche Produkte einer gehobenen Küche. Entsprechend beschäftigte sich James Beards erstes, im Jahre 1940 erschienenes Kochbuch Hors d’œuvres & Canapés ausschließlich mit Gerichten, die bei solchen Partys gereicht werden könnten. Auch Cook it outdoors, das zwei Jahre später erschien, besetzte eine Nische im amerikanischen Kochbuchmarkt und gilt als das erste amerikanische Kochbuch, das sich ernsthaft mit einer Kochkunst beschäftigte, die außerhalb einer normalen Küche stattfand. Nach dem Ende des Zweiten Weltkrieges trat er in der ersten kommerziellen Kochsendung auf, die für den amerikanischen Markt produziert wurde. Sein bekanntestes Kochbuch James Beard cookbook erschien 1959.
James Beard wurde gelegentlich wegen seiner engen Zusammenarbeit mit der Nahrungsindustrie kritisiert. Er arbeitete unter anderem eng mit der Firma Omaha Steaks zusammen, die Fleisch und Meeresfrüchte vermarktet.